# Christuskirche (Hildesheim)

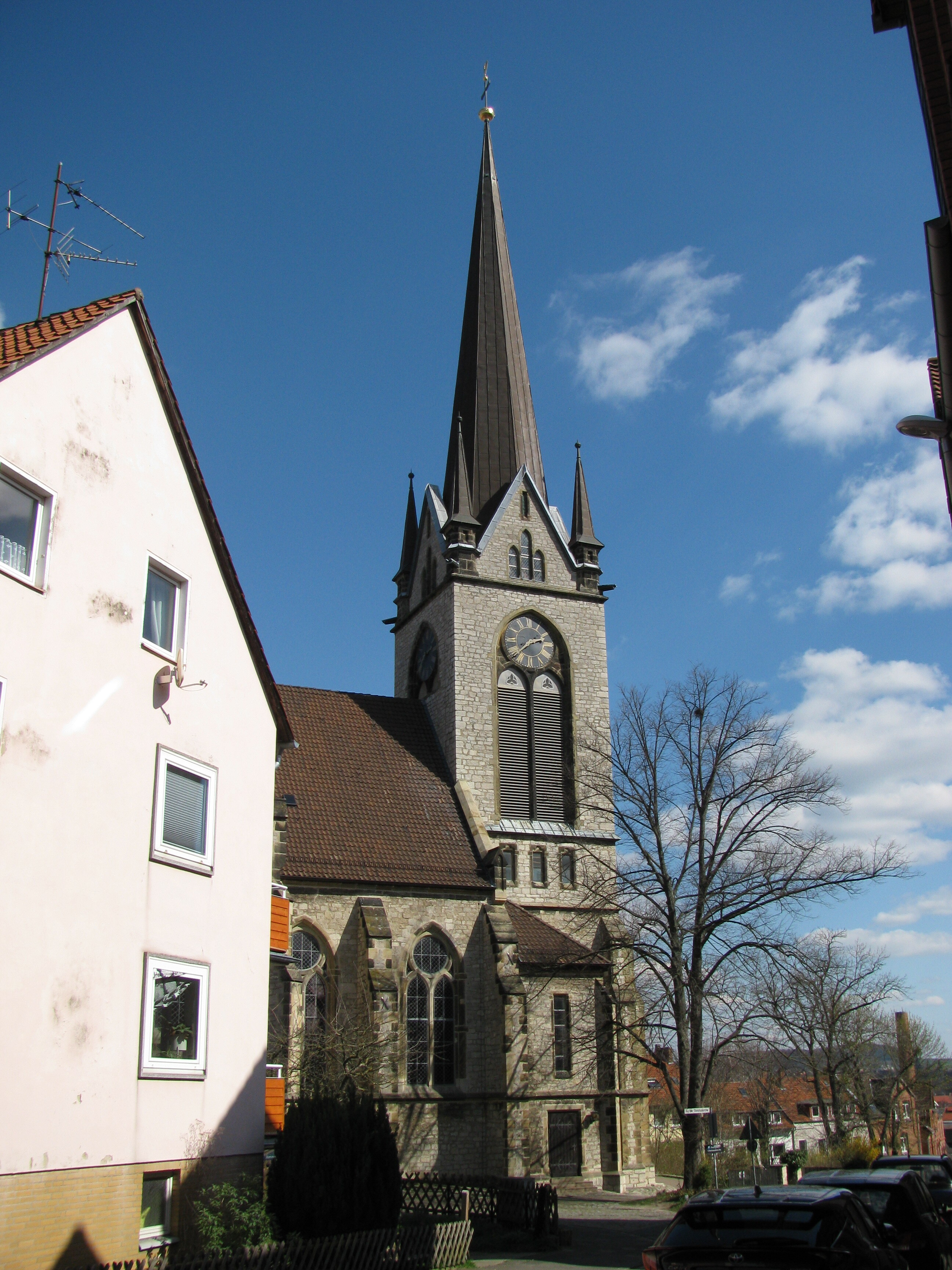
Hildesheim Christuskirche

Die Christuskirche ist die evangelische Kirche von Moritzberg, einem Stadtteil von Hildesheim in Niedersachsen. Als Teil des Sprengels Hildesheim-Göttingen gehört sie der Evangelisch-lutherischen Landeskirche Hannovers an.

## Geschichte
Nach der Eingliederung des Hochstifts Hildesheim in das Königreich Hannover, ab 1866 in das Königreich Preußen, und mit dem Beginn der Industrialisierung, in deren Verlauf sich zahlreichen Industriebetriebe in Moritzberg ansiedelten, kam es zu einem verstärkten Zuzug von Arbeitskräften der Region, wobei um 1900 der Anteil der evangelischen Bevölkerung jenen der katholischen übertraf. Bereits 1892 hatte der Hildesheimer Generalsuperintendent Eduard Hahn den Moritzberger Protestanten ein Grundstück als Bauplatz für einen Kirchenbau überlassen, dessen Grundsteinlegung 1901 erfolgte. Die Fertigstellung des von dem Hildesheimer Architekten Werner Söchtig errichteten Kirchenbaus erfolgte im Februar 1904.
1956 wurden die Paulusgemeinde von Himmelsthür und 1968 die Zwölf-Apostel-Gemeinde als selbständige Pfarrbezirke von der Christusgemeinde abgetrennt. In den Jahren 1992–94 wurde eine statische Sicherung und denkmalpflegerische Rekonstruktion der vom Dekorationsmaler Carl Saeger aus Hildesheim hergestellten ursprünglichen Ausmalung des Kirchenraums durchgeführt.

## Architektur
Das in neugotischen Bauformen errichtete Kirchengebäude ist als eine querhausartig um Emporenräume erweiterte Saalkirche konzipiert, der ein eingezogener, polygonal geschlossener Altarraum angegliedert ist. Der Kirchenraum ist kreuzrippengewölbt, die Vierung besitzt ein Sterngewölbe. Der Kirche ist ein übergiebelter und mit Steilhelm versehener Turmbau vorgesetzt.
Die drei Chorfenster zeigen Darstellungen von Christus sowie Petrus und Paulus.

## Orgel
Bei ihrer Fertigstellung 1904 erhielt die Christuskirche eine durch Furtwängler & Hammer (Hannover) erbaute Orgel mit 18 Registern, verteilt auf zwei Manuale und Pedal, die 1909 um zwei weitere Register erweitert wurde. 1931 erfolgte eine Dispositionsänderung und Erweiterung durch Furtwängler & Hammer und 1940 durch Emil Hammer Orgelbau. 1973 kam es zu einem Orgelneubau mit 35 Registern durch Emil Hammer, 1994 erfolgte eine Instandsetzung und Reduktion auf 30 Register durch Rudolf von Beckerath Orgelbau, weitere Umbauten folgten 2004 und 2016 durch Hans-Ulrich Erbslöh (Hamburg).

## Geläut
Das 1903 durch die Radlersche Glockengießerei in Hildesheim gegossene Geläut von drei Glocken wurde nach der Glockenablieferung zu Rüstungszwecken im Ersten Weltkrieg 1921 durch drei Stahlglocken des Bochumer Vereins ersetzt.